# 豊中市立克明小学校
豊中市立克明小学校（とよなかしりつ こくめいしょうがっこう）は、大阪府豊中市岡町北三丁目にある公立小学校。

## 沿革
明治時代初期に設置された豊島郡第六番小学校、豊島郡第八番小学校、豊島郡第十番小学校の3校を前身としている。学校統合を経て1888年に克明尋常小学校となった。
その後児童数の増加により、当校から桜塚小学校・大池小学校・箕輪小学校の3小学校を分離している。
- 1874年 - 第六番小学校・第八番小学校開設。
- 1877年 - 第十番小学校開設。
- 1881年） - 第六番小学校・第十番小学校合併により轟木小学校となる。第八番小学校は桜塚小学校に改称。
- 1888年 - 轟木小学校・桜塚小学校合併により豊島郡克明尋常小学校が発足。校舎は豊中村大字新免大池下（現在の豊中市立大池小学校付近）に設置。
- 1896年4月1日 - 郡の合併により、豊能郡克明尋常小学校となる。
- 1909年 - 現在地に移転。
- 1924年4月1日 - 豊能郡克明第二尋常小学校（現在の豊中市立桜塚小学校）を分離。
- 1935年4月1日 - 豊能郡克明第三尋常小学校（現在の豊中市立大池小学校）を分離。
- 1936年10月15日 - 豊中市の市制施行により、豊中市克明第一尋常小学校と改称。
- 1941年4月1日 - 国民学校令により、豊中市明徳国民学校と改称。
- 1947年4月1日 - 学制改革により、豊中市立克明小学校と改称。
- 1948年 - PTA発足。
- 1951年 - 校歌制定（作詞：竹中郁）
- 1958年 - 養護学級開設。
- 1975年4月1日 - 豊中市立箕輪小学校を分離。
- 1995年1月17日 - 阪神・淡路大震災で校区被害。学校が避難所となる。
- 2002年 - 文部科学省から、人権教育の研究校に指定される。
- 2011年 - ぽかぽかのうた制定 当時の校長によると、「ぽかぽかは 殴るんちゃいますよ」とのこと。
- 2013年 - ぽかぽか体操制定
- 2014年 - 創立140周年記念式典開催
- 2015年 - 中校舎エレベーター設置工事完了。
- 2019年 - バックネット等ブロック塀の改良工事完了。

## 通学区域
- 大阪府豊中市 岡町、岡町北1丁目-3丁目、岡町南1丁目（1-5番）、末広町1丁目-3丁目、立花町1丁目-2丁目、玉井町1-2丁目、宝山町[1]。

卒業生は基本的に豊中市立第五中学校に進学する。

## 周辺
- 豊中市立岡町図書館
- 豊中岡町郵便局
- 豊中商工会議所

## 交通
- 阪急宝塚線 岡町駅 北西へ約300m。
- 阪急バス 「克明小学校前」停留所すぐ。

## 出身者
- 西村由紀江 - ピアニスト、作曲家
- 江副浩正 - 実業家、リクルート創業者